# Muhàmmad ibn al-Hajj
Muhàmmad ibn al-Hajj (àrab: محمد بن الحاج, Muḥammad ibn al-Ḥājj) fou el governador almoràvit de Balansiya, Saraqusta i Làrida.
General almoràvit que va derrotar les tropes d'Alfons VI de Lleó a la batalla de Consuegra, és nomenat valí de Balansiya el 1102, després de la caiguda en mans almoràvits de la València de Rodrigo Díaz de Vivar i a la mort de Sulayman Sayyid-ad-Dawla va conquerir i annexionar l'Emirat de Làrida i reconquerí Balaguer, Van ser sol·licitats els seus serveis el 1110 per ocupar-se de l'emirat de Saraqusta, recentment conquerit.
Arriba a Saraqusta el 31 de maig de 1110 i aviat actua contra Alfons I d'Aragó, que amenaçava la ciutat des del promontori de Deus lo vol, i va a sortir al seu encontre, allunyant-lo fins Ejea de los Caballeros. Alfons, molt ocupat pels assumptes castellans i els problemes matrimonials, va relaxar la seva pressió sobre Saraqusta, però Abd-al-Màlik ibn Àhmad Imad-ad-Dawla, l'emir destronat, va seguir assetjant la ciutat des del seu petit emirat de Rueda de Jalón.
Va iniciar les operacions contra el comtat de Barcelona al costat del governador de Madina Mursiyya, Muhàmmad ibn Àïxa, patint una derrota a la batalla de Martorell. Va morir poc després, en 1115.
En el terreny civil, va reorganitzar l'administració i va imposar el dinar almoràvit com a moneda oficial, amb el qual es va recobrar la confiança dels comerciants, molt deteriorada en els darrers anys de la balança de pagaments deficitària del govern dels Banu Hud, que pagaven importants paries a canvi de protecció.